# 微毛血见愁
微毛血见愁（学名：Teucrium viscidum var. nepetoides）为唇形科香科科属下的一个变种。

## 扩展阅读
- 維基物種上的相關：微毛血见愁